# Liste des choix de repêchages du Lightning de Tampa Bay
Cette liste contient tous les joueurs de hockey sur glace ayant été repêchés par le Lightning de Tampa Bay, franchise de la Ligue nationale de hockey. Les joueurs listés ci-dessus n'ont pas obligatoirement joué un match sous le maillot de l'équipe.
Elle regroupe les joueurs depuis le Repêchage de 1992 organisé par la LNH en 1991-1992, jusqu’à aujourd’hui,. Les joueurs sont classés par année de repêchage. Les deux premières colonnes donnent le rang et le tour duquel le joueur a été repêché suivis de son nom, de sa nationalité et de sa position de jeu.

## Les repêchages d'entrée

### 1992
| No  | Tour | Nom             | Nationalité     | Position       |
| --- | ---- | --------------- | --------------- | -------------- |
| 1er | 1er  | Roman Hamrlík   | Tchécoslovaquie | Défenseur      |
| 26  | 2e   | Drew Bannister  | Canada          | Défenseur      |
| 49  | 3e   | Brent Gretzky   | Canada          | Centre         |
| 74  | 4e   | Aaron Gavey     | Canada          | Centre         |
| 97  | 5e   | Brantt Myhres   | Canada          | Ailier droit   |
| 122 | 6e   | Martin Tanguay  | Canada          | Centre         |
| 145 | 7e   | Derek Wilkinson | Canada          | Gardien de but |
| 170 | 8e   | Dennis Maxwell  | Canada          | Centre         |
| 193 | 9e   | Andrew Kemper   | Canada          | Défenseur      |
| 218 | 10e  | Marc Tardif     | Canada          | Ailier gauche  |
| 241 | 11e  | Tom MacDonald   | Canada          | Centre         |
| 1   | R.S  | Cory Cross      | Canada          | Défenseur      |

### 1993
| No  | Tour | Nom               | Nationalité        | Position       |
| --- | ---- | ----------------- | ------------------ | -------------- |
| 3   | 1er  | Chris Gratton     | Canada             | Centre         |
| 29  | 2e   | Tyler Moss        | Canada             | Gardien de but |
| 55  | 3e   | Allan Egeland     | Canada             | Centre         |
| 81  | 4e   | Marián Kacíř      | République tchèque | Ailier droit   |
| 107 | 5e   | Ryan Brown        | Canada             | Défenseur      |
| 133 | 6e   | Kiley Hill        | Canada             | Ailier gauche  |
| 159 | 7e   | Mathieu Raby      | Canada             | Défenseur      |
| 185 | 8e   | Ryan Nauss        | Canada             | Ailier gauche  |
| 211 | 9e   | Alexandre Laporte | Canada             | Défenseur      |
| 237 | 10e  | Brett Duncan      | Canada             | Défenseur      |
| 263 | 11e  | Mark Szoke        | Canada             | Ailier gauche  |
| 3   | R.S  | Brent Peterson    | Canada             | Ailier gauche  |

### 1994
| No  | Tour | Nom                  | Nationalité | Position      |
| --- | ---- | -------------------- | ----------- | ------------- |
| 8   | 1er  | Jason Wiemer         | Canada      | Centre        |
| 34  | 2e   | Colin Cloutier       | Canada      | Centre        |
| 55  | 3e   | Vadim Iepantchintsev | Russie      | Centre        |
| 86  | 4e   | Dmitri Klevakin      | Russie      | Ailier gauche |
| 137 | 6e   | Daniel Juden         | États-Unis  | Centre        |
| 138 | 6e   | Bryce Salvador       | Canada      | Défenseur     |
| 164 | 7e   | Chris Maillet        | Canada      | Défenseur     |
| 190 | 8e   | Alexei Baranov       | Russie      | Défenseur     |
| 216 | 9e   | Yuri Smirnov         | Russie      | Centre        |
| 242 | 10e  | Shawn Gervais        | Canada      | Centre        |
| 268 | 11e  | Brian White          | États-Unis  | Défenseur     |
| 8   | R.S  | François Bouchard    | Canada      | Défenseur     |

### 1995
| No  | Tour | Nom                    | Nationalité | Position       |
| --- | ---- | ---------------------- | ----------- | -------------- |
| 5   | 1er  | Daymond Langkow        | Canada      | Centre         |
| 30  | 2e   | Mike McBain            | Canada      | Défenseur      |
| 56  | 3e   | Shane Willis           | Canada      | Ailier droit   |
| 108 | 5e   | Konstantin Golokhvasto | Ukraine     | Ailier droit   |
| 134 | 6e   | Edouard Perchine       | Russie      | Centre         |
| 160 | 7e   | Cory Murphy            | Canada      | Défenseur      |
| 186 | 8e   | Joe Cardarelli         | Canada      | Ailier gauche  |
| 212 | 9e   | Zac Bierk              | Canada      | Gardien de but |

### 1996
| No  | Tour | Nom             | Nationalité        | Position     |
| --- | ---- | --------------- | ------------------ | ------------ |
| 16  | 1er  | Mario Larocque  | Canada             | Défenseur    |
| 69  | 3e   | Curtis Tipler   | Canada             | Ailier droit |
| 125 | 5e   | Jason Robinson  | Canada             | Défenseur    |
| 152 | 6e   | Nikolai Ignatov | Russie             | Défenseur    |
| 157 | 6e   | Xavier Delisle  | Canada             | Centre       |
| 179 | 7e   | Pavel Kubina    | République tchèque | Défenseur    |

### 1997
| No  | Tour | Nom                 | Nationalité        | Position     |
| --- | ---- | ------------------- | ------------------ | ------------ |
| 7   | 1er  | Paul Mara           | États-Unis         | Défenseur    |
| 33  | 2e   | Kyle Kos            | Canada             | Défenseur    |
| 61  | 3e   | Matt Elich          | États-Unis         | Ailier droit |
| 108 | 5e   | Mark Thompson       | Canada             | Défenseur    |
| 109 | 5e   | Jan Šulc            | République tchèque | Centre       |
| 112 | 5e   | Karel Bětík         | République tchèque | Défenseur    |
| 153 | 6e   | Andreï Skopintsev   | Russie             | Défenseur    |
| 168 | 7e   | Justin Jack         | Canada             | Ailier droit |
| 170 | 7e   | Eero Somervuori     | Finlande           | Ailier droit |
| 185 | 7e   | Samuel Saint-Pierre | Canada             | Ailier droit |
| 198 | 8e   | Shawn Skolney       | Canada             | Défenseur    |
| 224 | 9e   | Paul Comrie         | Canada             | Centre       |

### 1998
| No  | Tour | Nom                 | Nationalité | Position      |
| --- | ---- | ------------------- | ----------- | ------------- |
| 1er | 1er  | Vincent Lecavalier  | Canada      | Centre        |
| 64  | 3e   | Brad Richards       | Canada      | Centre        |
| 72  | 3e   | Dmitri Afanassenkov | Russie      | Ailier gauche |
| 92  | 4e   | Eric Beaudoin       | Canada      | Ailier gauche |
| 121 | 5e   | Curtis Rich         | Canada      | Défenseur     |
| 146 | 6e   | Sergueï Kouznetsov  | Russie      | Centre        |
| 174 | 7e   | Brett Allan         | Canada      | Ailier gauche |
| 194 | 7e   | Oak Hewer           | Canada      | Centre        |
| 221 | 8e   | Daniel Hulak        | Canada      | Défenseur     |
| 229 | 9e   | Chris Lyness        | Canada      | Défenseur     |
| 252 | 9e   | Martin Cibak        | Slovaquie   | Centre        |

### 1999
| No  | Tour | Nom                   | Nationalité        | Position       |
| --- | ---- | --------------------- | ------------------ | -------------- |
| 47  | 2e   | Sheldon Keefe         | Canada             | Ailier droit   |
| 67  | 3e   | Ievgueni Konstantinov | Russie             | Gardien de but |
| 75  | 3e   | Brett Scheffelmaier   | Canada             | Défenseur      |
| 88  | 3e   | Jimmie Ölvestad       | Suède              | Ailier gauche  |
| 127 | 5e   | Kaspars Astašenko     | Lettonie           | Défenseur      |
| 148 | 5e   | Michal Lanicek        | République tchèque | Gardien de but |
| 182 | 6e   | Fiodor Fiodorov       | Russie             | Ailier gauche  |
| 187 | 7e   | Ivan Rachunek         | République tchèque | Ailier gauche  |
| 216 | 8e   | Erkki Rajamaki        | Finlande           | Ailier gauche  |
| 244 | 9e   | Mikko Kuparinen       | Finlande           | Défenseur      |

### 2000
| No  | Tour | Nom                  | Nationalité | Position       |
| --- | ---- | -------------------- | ----------- | -------------- |
| 8   | 1er  | Nikita Alekseïev     | Russie      | Ailier droit   |
| 34  | 2e   | Rouslan Zaïnoulline  | Russie      | Ailier droit   |
| 81  | 3e   | Aleksandr Kharitonov | Russie      | Ailier droit   |
| 126 | 4e   | Johan Hagglund       | Suède       | Centre         |
| 161 | 5e   | Pavel Sedov          | Russie      | Ailier droit   |
| 191 | 6e   | Aaron Gionet         | Canada      | Défenseur      |
| 222 | 7e   | Marek Priechodský    | Slovaquie   | Défenseur      |
| 226 | 7e   | Brian Eklund         | États-Unis  | Gardien de but |
| 233 | 8e   | Aleksandr Poloukeïev | Russie      | Gardien de but |
| 263 | 9e   | Thomas Ziegler       | Suisse      | Attaquant      |

### 2001
| No  | Tour | Nom                  | Nationalité | Position      |
| --- | ---- | -------------------- | ----------- | ------------- |
| 3   | 1er  | Aleksandr Svitov     | Russie      | Centre        |
| 47  | 2e   | Aleksandr Polouchine | Russie      | Attaquant     |
| 61  | 2e   | Andreas Holmqvist    | Suède       | Défenseur     |
| 94  | 3e   | Ievgueni Artioukhine | Russie      | Ailier droit  |
| 123 | 4e   | Aaron Lobb           | Canada      | Ailier droit  |
| 138 | 5e   | Paul Lynch           | États-Unis  | Défenseur     |
| 188 | 6e   | Art Femenella        | États-Unis  | Défenseur     |
| 219 | 7e   | Dennis Packard       | Canada      | Ailier gauche |
| 222 | 7e   | Jeremy Van Hoof      | Canada      | Défenseur     |
| 252 | 8e   | Jean-François Soucy  | Canada      | Centre        |
| 259 | 8e   | Dmitri Bezroukov     | Russie      | Ailier gauche |
| 261 | 9e   | Vitali Smolyninov    | Kazakhstan  | Attaquant     |
| 281 | 9e   | Ilya Solarev         | Russie      | Ailier gauche |
| 289 | 9e   | Henrik Bergfors      | Suède       | Défenseur     |

### 2002
| No  | Tour | Nom                  | Nationalité | Position       |
| --- | ---- | -------------------- | ----------- | -------------- |
| 60  | 2e   | Adam Henrich         | Canada      | Ailier gauche  |
| 100 | 4e   | Dmitri Kazionov      | Russie      | Centre         |
| 135 | 5e   | Joseph Pearce        | États-Unis  | Gardien de but |
| 162 | 5e   | Gerard Dicaire       | Canada      | Défenseur      |
| 170 | 6e   | P.J. Atherton        | États-Unis  | Défenseur      |
| 174 | 6e   | Karri Akkanen        | Finlande    | Attaquant      |
| 183 | 6e   | Paul Ranger          | Canada      | Défenseur      |
| 213 | 7e   | Fredrik Norrena      | Finlande    | Gardien de but |
| 233 | 8e   | Vassili Kochetchkine | Russie      | Gardien de but |
| 255 | 8e   | Ryan Craig           | Canada      | Centre         |
| 256 | 8e   | Darren Reid          | Canada      | Ailier droit   |
| 286 | 9e   | Alekseï Gloukhov     | Russie      | Attaquant      |
| 287 | 9e   | John Toffey          | États-Unis  | Centre         |

### 2003
| No  | Tour | Nom               | Nationalité        | Position       |
| --- | ---- | ----------------- | ------------------ | -------------- |
| 34  | 2e   | Mike Egener       | Allemagne          | Défenseur      |
| 41  | 2e   | Matt Smaby        | États-Unis         | Défenseur      |
| 96  | 3e   | Jonathan Boutin   | Canada             | Gardien de but |
| 192 | 6e   | Doug O'Brien      | Canada             | Défenseur      |
| 224 | 7e   | Gerald Coleman    | États-Unis         | Gardien de but |
| 227 | 7e   | Jay Rosehill      | Canada             | Défenseur      |
| 255 | 8e   | Raimonds Danilics | Lettonie           | Attaquant      |
| 256 | 8e   | Brady Greco       | États-Unis         | Défenseur      |
| 273 | 9e   | Albert Vichniakov | Russie             | Attaquant      |
| 286 | 9e   | Zbyněk Hrdel      | République tchèque | Centre         |
| 287 | 9e   | Nick Tarnasky     | Canada             | Centre         |

### 2004
| No  | Tour | Nom             | Nationalité        | Position       |
| --- | ---- | --------------- | ------------------ | -------------- |
| 30  | 1er  | Andy Rogers     | Canada             | Défenseur      |
| 65  | 2e   | Mark Tobin      | Canada             | Ailier gauche  |
| 102 | 4e   | Mike Lundin     | États-Unis         | Défenseur      |
| 158 | 5e   | Brandon Elliott | Canada             | Défenseur      |
| 163 | 5e   | Dusty Collins   | États-Unis         | Attaquant      |
| 188 | 6e   | Jan Zapletal    | République tchèque | Défenseur      |
| 191 | 6e   | Karri Rämö      | Finlande           | Gardien de but |
| 245 | 8e   | Justin Keller   | Canada             | Ailier gauche  |

### 2005
| No  | Tour | Nom              | Nationalité        | Position       |
| --- | ---- | ---------------- | ------------------ | -------------- |
| 30  | 1er  | Vladimír Mihálik | Slovaquie          | Défenseur      |
| 73  | 3e   | Radek Smoleňák   | République tchèque | Ailier gauche  |
| 89  | 3e   | Chris Lawrence   | Canada             | Centre         |
| 92  | 4e   | Marek Bartánus   | Slovaquie          | Ailier droit   |
| 102 | 4e   | Blair Jones      | Canada             | Centre         |
| 133 | 5e   | Stanislav Lascek | Slovaquie          | Ailier droit   |
| 163 | 6e   | Marek Kvapil     | République tchèque | Ailier droit   |
| 165 | 6e   | Kevin Beech      | Canada             | Gardien de but |
| 225 | 7e   | John Wessbecker  | États-Unis         | Défenseur      |

### 2006
| No  | Tour | Nom            | Nationalité | Position       |
| --- | ---- | -------------- | ----------- | -------------- |
| 15  | 1er  | Riku Helenius  | Finlande    | Gardien de but |
| 78  | 3e   | Kevin Quick    | États-Unis  | Défenseur      |
| 168 | 6e   | Dane Crowley   | Canada      | Défenseur      |
| 198 | 7e   | Denis Kazionov | Russie      | Ailier gauche  |

### 2007
| No  | Tour | Nom              | Nationalité | Position       |
| --- | ---- | ---------------- | ----------- | -------------- |
| 47  | 2e   | Dana Tyrell      | Canada      | Attaquant      |
| 75  | 3e   | Luca Cunti       | Suisse      | Attaquant      |
| 77  | 3e   | Alex Killorn     | Canada      | Centre         |
| 107 | 4e   | Mitch Fadden     | Canada      | Centre         |
| 150 | 5e   | Matt Marshall    | États-Unis  | Attaquant      |
| 167 | 6e   | Johan Harju      | Suède       | Ailier gauche  |
| 183 | 7e   | Torrie Jung      | Canada      | Gardien de but |
| 197 | 7e   | Michael Ward     | Canada      | Défenseur      |
| 210 | 7e   | Justin Courtnall | Canada      | Ailier gauche  |

### 2008
| No  | Tour | Nom             | Nationalité | Position       |
| --- | ---- | --------------- | ----------- | -------------- |
| 1er | 1er  | Steven Stamkos  | Canada      | Centre         |
| 117 | 4e   | James Wright    | Canada      | Centre         |
| 122 | 5e   | Dustin Tokarski | Canada      | Gardien de but |
| 147 | 5e   | Kyle De Coste   | Canada      | Ailier droit   |
| 152 | 6e   | Mark Barberio   | Canada      | Défenseur      |
| 160 | 6e   | Luke Witkowski  | États-Unis  | Défenseur      |
| 182 | 7e   | Matias Sointu   | Finlande    | Ailier droit   |
| 203 | 7e   | David Carle     | États-Unis  | Défenseur      |

### 2009
| No  | Tour | Nom             | Nationalité | Position       |
| --- | ---- | --------------- | ----------- | -------------- |
| 2   | 1er  | Victor Hedman   | Suède       | Défenseur      |
| 29  | 1er  | Carter Ashton   | Canada      | Ailier droit   |
| 52  | 2e   | Richard Pánik   | Slovaquie   | Ailier droit   |
| 93  | 4e   | Alex Hutchings  | Canada      | Ailier gauche  |
| 148 | 5e   | Michael Zador   | Canada      | Gardien de but |
| 162 | 6e   | Jaroslav Janus  | Slovaquie   | Gardien de but |
| 183 | 7e   | Kirill Gotovets | Biélorussie | Défenseur      |

### 2010
| No  | Tour | Nom                 | Nationalité        | Position     |
| --- | ---- | ------------------- | ------------------ | ------------ |
| 6   | 1er  | Brett Connolly      | Canada             | Ailier droit |
| 63  | 3e   | Brock Beukeboom     | États-Unis         | Défenseur    |
| 66  | 3e   | Radko Gudas         | République tchèque | Défenseur    |
| 72  | 3e   | Adam Janosik        | Slovaquie          | Défenseur    |
| 96  | 4e   | Geoffrey Schemitsch | Canada             | Défenseur    |
| 118 | 4e   | James Mullin        | États-Unis         | Centre       |
| 156 | 6e   | Brendan O'Donnell   | Canada             | Centre       |
| 186 | 7e   | Teigan Zahn         | Canada             | Défenseur    |

### 2011
| No  | Tour | Nom                   | Nationalité        | Position       |
| --- | ---- | --------------------- | ------------------ | -------------- |
| 27  | 1er  | Vladislav Namestnikov | Russie             | Centre         |
| 58  | 2e   | Nikita Koutcherov     | Russie             | Ailier droit   |
| 148 | 5e   | Nikita Nesterov       | Russie             | Défenseur      |
| 178 | 6e   | Adam Wilcox           | États-Unis         | Gardien de but |
| 201 | 7e   | Matthew Peca          | Canada             | Centre         |
| 208 | 7e   | Ondřej Palát          | République tchèque | Ailier gauche  |

### 2012
| No  | Tour | Nom                | Nationalité | Position       |
| --- | ---- | ------------------ | ----------- | -------------- |
| 10  | 1er  | Slater Koekkoek    | Canada      | Défenseur      |
| 19  | 1er  | Andreï Vassilevski | Russie      | Gardien de but |
| 40  | 2e   | Dylan Blujus       | États-Unis  | Défenseur      |
| 53  | 2e   | Brian Hart         | États-Unis  | Ailier droit   |
| 71  | 3e   | Tanner Richard     | Suisse      | Centre         |
| 101 | 4e   | Cédric Paquette    | Canada      | Centre         |
| 161 | 6e   | Jake Dotchin       | Canada      | Défenseur      |
| 202 | 7e   | Nikita Goussev     | Russie      | Ailier gauche  |

### 2013
| No  | Tour | Nom                 | Nationalité | Position       |
| --- | ---- | ------------------- | ----------- | -------------- |
| 3   | 1er  | Jonathan Drouin     | Canada      | Ailier gauche  |
| 33  | 2e   | Adam Erne           | États-Unis  | Ailier gauche  |
| 124 | 5e   | Kristers Gudļevskis | Lettonie    | Gardien de but |
| 154 | 6e   | Henri Ikonen        | Finlande    | Ailier gauche  |
| 184 | 7e   | Saku Salminen       | Finlande    | Centre         |
| 186 | 7e   | Joël Vermin         | Suisse      | Ailier droit   |

### 2014
| No  | Tour | Nom                  | Nationalité        | Position      |
| --- | ---- | -------------------- | ------------------ | ------------- |
| 19  | 1er  | Anthony DeAngelo     | États-Unis         | Défenseur     |
| 35  | 2e   | Dominik Mašín        | République tchèque | Défenseur     |
| 57  | 2e   | Johnathan MacLeod    | États-Unis         | Défenseur     |
| 79  | 3e   | Brayden Point        | Canada             | Centre        |
| 119 | 4e   | Ben Thomas           | Canada             | Défenseur     |
| 170 | 6e   | Cristiano Digiacinto | Canada             | Ailier gauche |
| 185 | 7e   | Cameron Darcy        | États-Unis         | Centre        |

### 2015
| No  | Tour | Nom               | Nationalité | Position       |
| --- | ---- | ----------------- | ----------- | -------------- |
| 33  | 2e   | Mitchell Stephens | Canada      | Centre         |
| 44  | 2e   | Matthew Spencer   | Canada      | Défenseur      |
| 64  | 3e   | Dennis Yan        | États-Unis  | Ailier gauche  |
| 72  | 3e   | Anthony Cirelli   | Canada      | Centre         |
| 118 | 4e   | Jonne Tammela     | Finlande    | Ailier droit   |
| 120 | 4e   | Mathieu Joseph    | Canada      | Ailier droit   |
| 150 | 5e   | Ryan Zuhlsdorf    | États-Unis  | Défenseur      |
| 153 | 6e   | Kristian Oldham   | États-Unis  | Gardien de but |
| 180 | 6e   | Bokondji Imama    | Canada      | Ailier gauche  |

### 2016
| No  | Tour | Nom                  | Nationalité        | Position       |
| --- | ---- | -------------------- | ------------------ | -------------- |
| 27  | 1er  | Brett Howden         | Canada             | Centre         |
| 37  | 2e   | Libor Hájek          | République tchèque | Défenseur      |
| 44  | 2e   | Boris Katchouk       | Canada             | Ailier gauche  |
| 58  | 2e   | Taylor Raddysh       | Canada             | Ailier droit   |
| 88  | 3e   | Connor Ingram        | Canada             | Gardien de but |
| 118 | 4e   | Ross Colton          | États-Unis         | Centre         |
| 148 | 5e   | Christopher Paquette | Canada             | Centre         |
| 178 | 6e   | Oleg Sossounov       | Russie             | Défenseur      |
| 206 | 7e   | Otto Somppi          | Finlande           | Centre         |
| 208 | 7e   | Ryan Lohin           | États-Unis         | Centre         |

### 2017
| No  | Tour | Nom              | Nationalité | Position     |
| --- | ---- | ---------------- | ----------- | ------------ |
| 14  | 1er  | Callan Foote     | États-Unis  | Défenseur    |
| 48  | 2e   | Aleksandr Volkov | Russie      | Ailier droit |
| 76  | 3e   | Alekseï Lipanov  | Russie      | Centre       |
| 169 | 6e   | Nick Perbix      | États-Unis  | Défenseur    |
| 180 | 6e   | Cole Guttman     | États-Unis  | Centre       |
| 200 | 7e   | Samuel Walker    | États-Unis  | Centre       |

### 2018
| No  | Tour | Nom             | Nationalité        | Position       |
| --- | ---- | --------------- | ------------------ | -------------- |
| 59  | 2e   | Gabriel Fortier | Canada             | Ailier gauche  |
| 90  | 3e   | Dmitri Semykine | Russie             | Défenseur      |
| 121 | 4e   | Alexander Green | États-Unis         | Défenseur      |
| 152 | 5e   | Magnus Chrona   | Suède              | Gardien de but |
| 183 | 6e   | Cole Koepke     | États-Unis         | Ailier gauche  |
| 206 | 7e   | Radim Šalda     | République tchèque | Défenseur      |
| 214 | 7e   | Ty Taylor       | Canada             | Gardien de but |

### 2019
| No  | Tour | Nom                | Nationalité | Position       |
| --- | ---- | ------------------ | ----------- | -------------- |
| 27  | 1er  | Nolan Foote        | États-Unis  | Ailier gauche  |
| 71  | 3e   | Hugo Alnefelt      | Suède       | Gardien de but |
| 89  | 3e   | Maxim Čajkovič     | Slovaquie   | Ailier droit   |
| 120 | 4e   | Maxwell Crozier    | Canada      | Défenseur      |
| 182 | 6e   | Quinn Schmiemann   | Canada      | Défenseur      |
| 198 | 7e   | Mikhaïl Chalaguine | Russie      | Ailier gauche  |
| 213 | 7e   | McKade Webster     | États-Unis  | Ailier gauche  |

### 2020
| No  | Tour | Nom              | Nationalité | Position       |
| --- | ---- | ---------------- | ----------- | -------------- |
| 57  | 2e   | Jack Finley      | États-Unis  | Centre         |
| 62  | 2e   | Gage Goncalves   | Canada      | Centre         |
| 85  | 3e   | Maksim Grochev   | Russie      | Ailier droit   |
| 93  | 3e   | Jack Thompson    | Canada      | Défenseur      |
| 116 | 4e   | Eamon Powell     | États-Unis  | Défenseur      |
| 147 | 5e   | Jaydon Dureau    | Canada      | Ailier gauche  |
| 157 | 6e   | Nick Capone      | États-Unis  | Ailier droit   |
| 186 | 6e   | Amir Miftakhov   | Russie      | Gardien de but |
| 217 | 7e   | Declan McDonnell | États-Unis  | Ailier droit   |

### 2021
| No  | Tour | Nom               | Nationalité | Position      |
| --- | ---- | ----------------- | ----------- | ------------- |
| 96  | 3e   | Roman Schmidt     | États-Unis  | Défenseur     |
| 126 | 4e   | Dylan Duke        | États-Unis  | Ailier gauche |
| 160 | 5e   | Cameron MacDonald | Canada      | Centre        |
| 192 | 6e   | Alex Gagne        | États-Unis  | Défenseur     |
| 196 | 7e   | Daniil Pylenkov   | Russie      | Défenseur     |
| 211 | 7e   | Robert Flinton    | États-Unis  | Ailier gauche |
| 224 | 7e   | Niko Huuhtanen    | Finlande    | Ailier droit  |

### 2022
| No  | Tour | Nom             | Nationalité | Position       |
| --- | ---- | --------------- | ----------- | -------------- |
| 31  | 1er  | Isaac Howard    | États-Unis  | Ailier gauche  |
| 86  | 3e   | Lucas Edmonds   | Suède       | Ailier droit   |
| 160 | 5e   | Nick Malik      | Tchéquie    | Gardien de but |
| 192 | 6e   | Connor Kurth    | États-Unis  | Ailier droit   |
| 223 | 7e   | Dyllan Gill     | Canada      | Défenseur      |
| 224 | 7e   | Klavs Veinbergs | Lettonie    | Ailier gauche  |